# 道の駅かつやま
道の駅かつやま（みちのえき かつやま）は、山梨県南都留郡富士河口湖町勝山にある山梨県道710号青木ヶ原船津線の道の駅である。

## 概要
河口湖の南東に位置し、山梨県道710号青木ヶ原船津線を挟んだ湖畔には芝生の公園小海公園があり、また駅舎2階には河口湖が眺望できる展望台が完備されている。
河口湖駅および富士河口湖町中心部には道の駅の南側を通る山梨県道714号鳴沢富士河口湖線が通じている。

## 施設
- 駐車場
  - 普通車：119台
  - 大型車：3台
  - 身障者用：2台
- トイレ
  - 男：10器
  - 女：10器
  - 身障者用：2器
- 公衆電話
- 喫茶「散歩カフェ」
- 軽食コーナー
- 展望台

## 休館日
- 年末年始

## 周辺
- 河口湖
- 小海公園
- 山梨県道714号鳴沢富士河口湖線
- 富士ビューホテル
- 敷島の松
- 八王子神社
- 妙本寺